# Haspres
Haspres est une commune française située dans le département du Nord (59), en région Hauts-de-France.

## Géographie

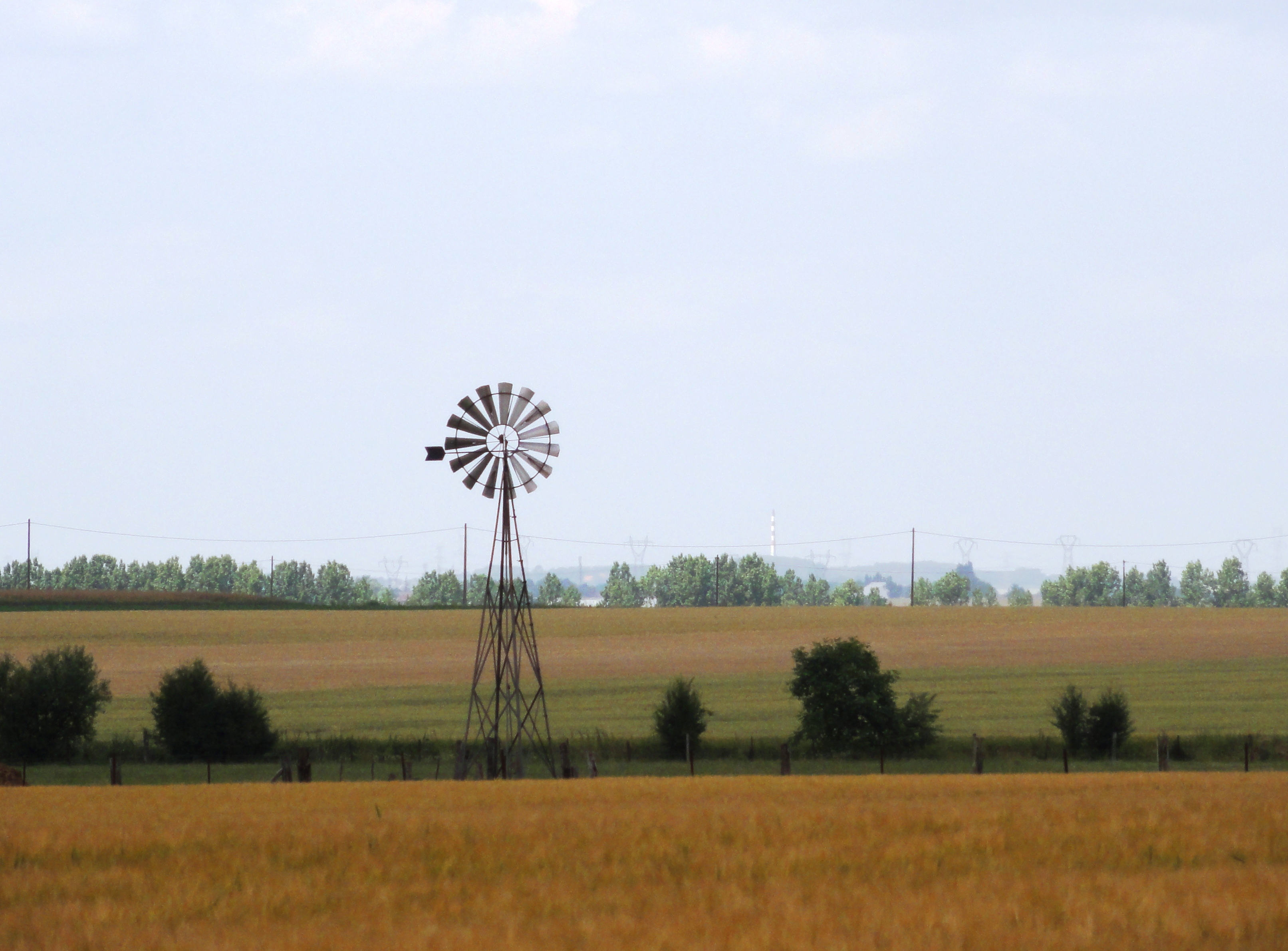
Paysage avec petite éolienne de drainage.

Haspres est située à 15 km au sud-ouest de Valenciennes et à 17 km au nord-est de Cambrai, dans la région de l'Ostrevant. La commune est traversée par la Selle.

### Communes limitrophes
| Noyelles-sur-Selle | Douchy-les-Mines    | Thiant Monchaux-sur-Écaillon |
|                    | Haspres             | Verchain-Maugré              |
| Avesnes-le-Sec     | Villers-en-Cauchies | Saulzoir                     |

### Toponymie
Haspra, cartulaire de Saint-Vaast; 1044. Hasprum, bBlderic. Aspra, Meyer. Hasprensis villa,cella prœpositura

### Hydrographie

#### Réseau hydrographique
La commune est située dans le bassin Artois-Picardie. Elle est drainée par la Selle ou Escaut et le Riot Monneral,,.
La Selle, d'une longueur de 46 km, prend sa source dans la commune de Molain et se jette  dans le canal de l'Escaut à Denain, après avoir traversé 17 communes. Les caractéristiques hydrologiques de la Selle sont données par la station hydrologique située sur la commune. Le débit moyen mensuel est de 2,24 m3/s. Le débit moyen journalier maximum est de 11,6 m3/s, atteint lors de la crue du 21 juillet 1980. Le débit instantané maximal est quant à lui de 9,77 m3/s, atteint le 25 mars 2001.

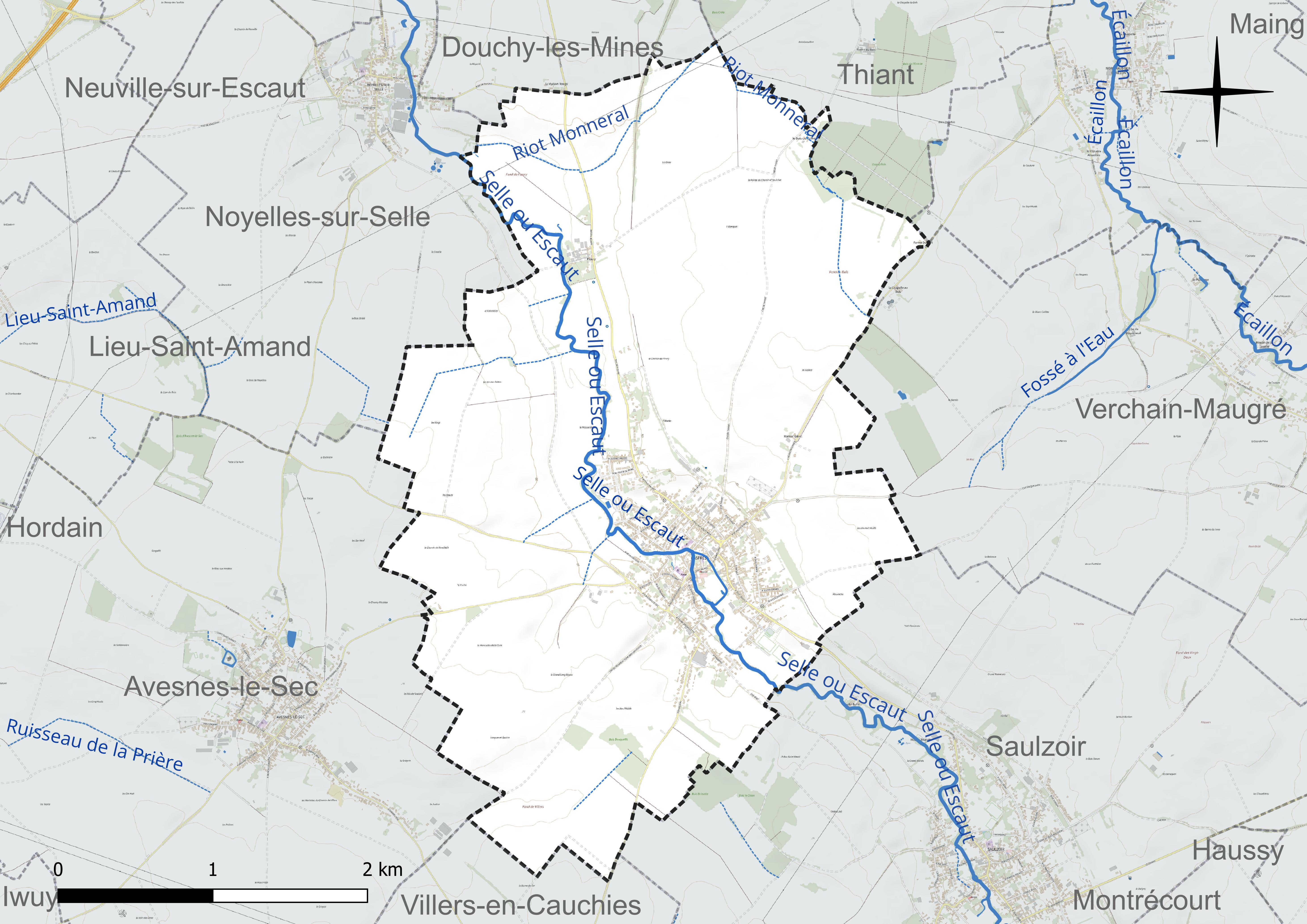
Réseau hydrographique d'Haspres.

#### Gestion et qualité des eaux
Le territoire communal est couvert par le schéma d'aménagement et de gestion des eaux (SAGE) « Escaut ». Ce document de planification concerne un territoire de 2 005 km2 de superficie, délimité par le bassin versant de l'Escaut. Le périmètre a été arrêté le 9 juin 2006 et le SAGE proprement dit a été approuvé le 13 juillet 2021. La structure porteuse de l'élaboration et de la mise en œuvre est le syndicat mixte Escaut et Affluents (SyMEA). 
La qualité des cours d'eau peut être consultée sur un site dédié géré par les agences de l'eau et l'Agence française pour la biodiversité. 

### Climat
Pour des articles plus généraux, voir Climat des Hauts-de-France et Climat du Nord.
En 2010, le climat de la commune est de type climat océanique dégradé des plaines du Centre et du Nord, selon une étude du CNRS s'appuyant sur une série de données couvrant la période 1971-2000. En 2020, Météo-France publie une typologie des climats de la France métropolitaine dans laquelle la commune est dans une zone de transition entre le climat océanique et le climat océanique altéré et est dans la région climatique  Nord-est du bassin Parisien, caractérisée par un ensoleillement médiocre, une pluviométrie moyenne régulièrement répartie au cours de l'année et un hiver froid (3 °C). 
Pour la période 1971-2000, la température annuelle moyenne est de 10,5 °C, avec une amplitude thermique annuelle de 14,9 °C. Le cumul annuel moyen de précipitations est de 732 mm, avec 11,9 jours de précipitations en janvier et 9,4 jours en juillet. Pour la période 1991-2020, la température moyenne annuelle observée sur la station météorologique la plus proche, située sur la commune de Valenciennes à 13 km à vol d'oiseau, est de 11,0 °C et le cumul annuel moyen de précipitations est de 694,1 mm,. Pour l'avenir, les paramètres climatiques de la commune estimés pour 2050 selon différents scénarios d'émission de gaz à effet de serre sont consultables sur un site dédié publié par Météo-France en novembre 2022.

## Urbanisme

### Typologie
Au 1er janvier 2024, Haspres est catégorisée bourg rural, selon la nouvelle grille communale de densité à sept niveaux définie par l'Insee en 2022.
Elle appartient à l'unité urbaine de Haspres, une unité urbaine monocommunale constituant une ville isolée,. Par ailleurs la commune fait partie de l'aire d'attraction de Valenciennes (partie française), dont elle est une commune de la couronne,. Cette aire, qui regroupe 102 communes, est catégorisée dans les aires de 200 000 à moins de 700 000 habitants,.

### Occupation des sols
L'occupation des sols de la commune, telle qu'elle ressort de la base de données européenne d'occupation biophysique des sols Corine Land Cover (CLC), est marquée par l'importance des territoires agricoles (89,8 % en 2018), une proportion sensiblement équivalente à celle de 1990 (90,4 %). La répartition détaillée en 2018 est la suivante : 
terres arables (84,9 %), zones urbanisées (9,5 %), prairies (4,9 %), forêts (0,7 %). L'évolution de l'occupation des sols de la commune et de ses infrastructures peut être observée sur les différentes représentations cartographiques du territoire : la carte de Cassini (XVIIIe siècle), la carte d'état-major (1820-1866) et les cartes ou photos aériennes de l'IGN pour la période actuelle (1950 à aujourd'hui).

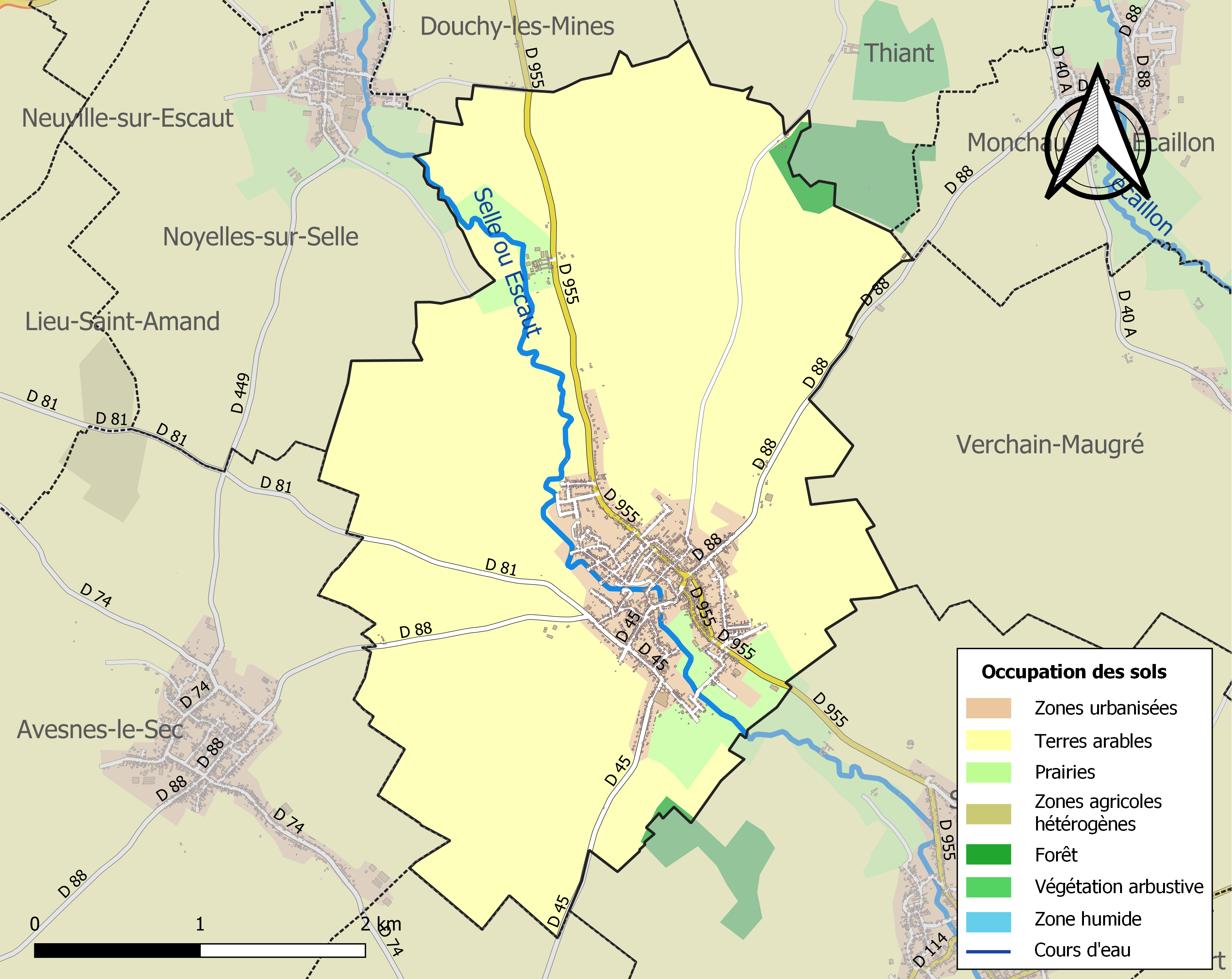
Carte des infrastructures et de l'occupation des sols de la commune en 2018 (CLC).

### Voies de communications et transports
La commune est desservie par la ligne 103 du réseau urbain Transvilles et par la ligne 824 du réseau interurbain Arc-en-Ciel 3. Sur son territoire se trouve le secteur pavé de Haspres à Thiant.

## Toponymie
Hasprum (v.1040), Haspre (1150), Haspra (1162), Haspere (1162), Haspram (1195), Haspro (1198).
Le nom viendrait de la langue d'oïl, aspre (« (terre) âpre, raboteuse »).

## Histoire
Jules César bat les Nerviens dans la région d'Haspres en -57 (bataille du Sabis). 
Pendant la période gallo-romaine, le village se trouve sur la route reliant Bavay (Bagacum) à Amiens (Samarobriva). 
Les Francs envahissent la région dès le IIIe siècle, puis au Ve siècle à nouveau. 
Vers le VIIIe siècle est fondée la Prévôté, prieuré dépendant de l'Abbaye de Jumièges. 
Vers 840, lorsque les Vikings déferlent sur ce qui deviendrait la Normandie, les moines de Jumièges s'enfuient à Haspres en emportant avec eux les reliques de Saint Hugues et Saint Achaire. Ces deux saints sont toujours les patrons du village.
La charte de 1176, accordé par Baudouin V de Hainaut, donne au Prévôt de l'Abbaye les pouvoirs de juridiction. Jusqu'à la Révolution, c'est l'Abbaye qui détiendra le pouvoir à Haspres. Le village passe au Duc de Bourgogne Philippe le Bon en 1433, puis devient espagnol en 1502 lorsque son arrière-petit-fils Philipe le Beau devient roi de Castille. À l'extrême sud des Pays-Bas espagnols, le village reçoit des fortifications dont il reste encore quelques traces. Durant ces deux siècles de présence espagnole, les guerres se succèdent : François Ier, Henri II, puis Louis XIII et Louis XIV tentent successivement de reprendre le Hainaut. C'est au traité de Nimègue, en 1678 qu'Haspres devient française.
À la Révolution, les biens de la Prévôté sont déclarés biens nationaux (l'abbaye deviendra une ferme), les moines chassés et le curé guillotiné sous la Terreur. Le 12 septembre 1793, c'est le combat d'Haspres : l'artillerie autrichienne positionnée à Iwuy bombarde les troupes françaises, puis, la cavalerie autrichienne partie des hauteurs d'Haspres et d'Avesnes se précipite sur les Français et les taille en pièces. Les fuyards durent se diriger vers Bouchain et, à la faveur de la nuit, se glissèrent dans les fossés de la Sensée pour rejoindre Cambrai.
  
Après le Premier Empire, des soldats russes occupent Haspres pendant 2 ans. Le village connaît un essor industriel au XIXe siècle grâce aux filatures, qui emploient un grand nombre d'habitants.
Lors de la Première Guerre mondiale, Haspres est envahie par les Allemands le 25 août 1914 au matin. 35 Territoriaux de la Mayenne trouvent la mort lors des combats. Les Haspriens vivent 4 années de couvre-feu et de privations. Le village est repris par les Britanniques le 23 octobre 1918, au prix de plusieurs centaines de morts et la destruction de plusieurs dizaines de maisons.
Lors de la Seconde Guerre mondiale, après la drôle de guerre, le village est à nouveau envahi, le 20 mai 1940, lors d'une violente bataille de chars. Haspres subit à nouveau l'occupation, jusqu'au 2 septembre 1944, date de la libération par une division blindée américaine.

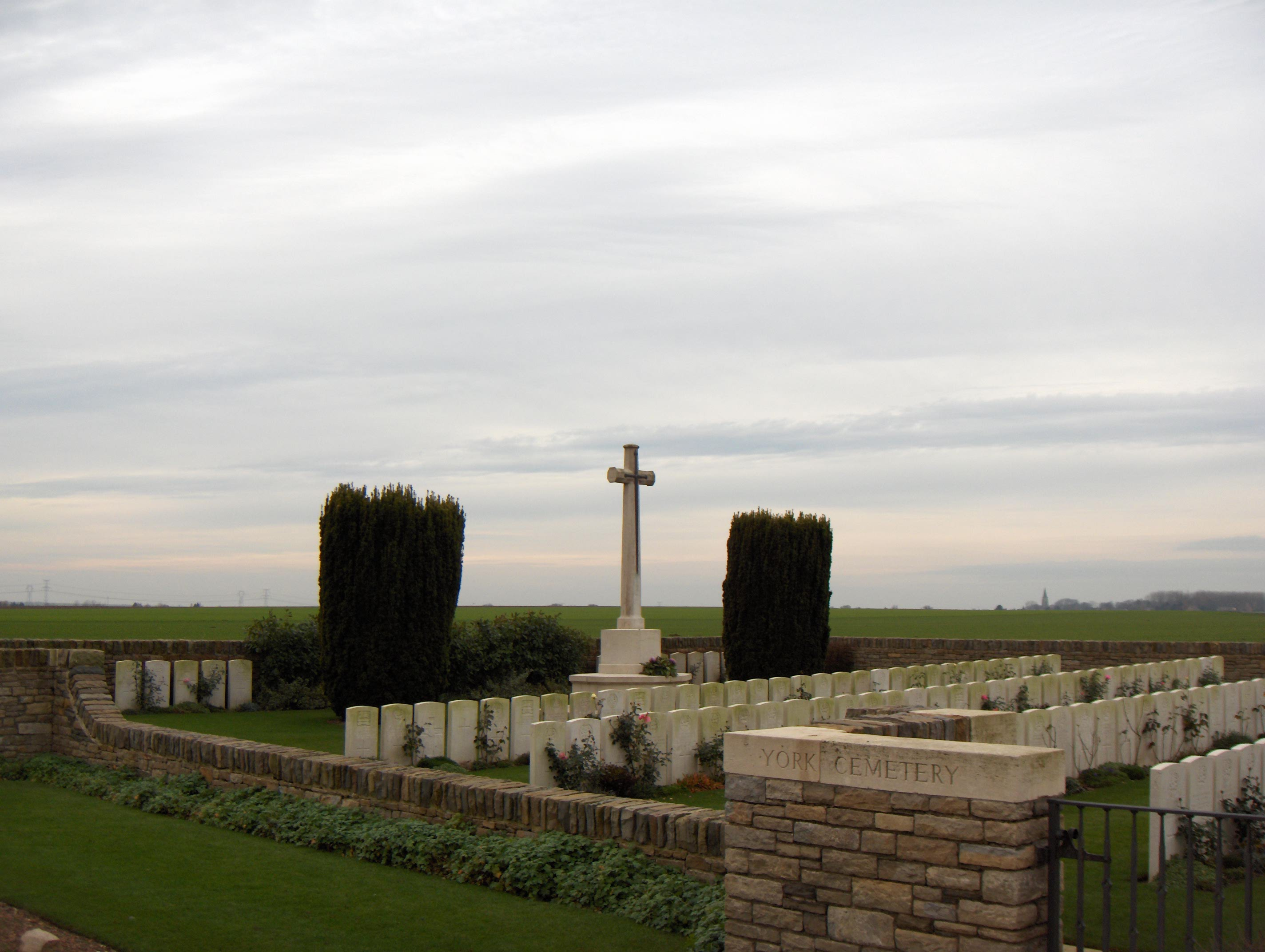
York Cemetery, Haspres cimetière britannique de la Première Guerre mondiale.
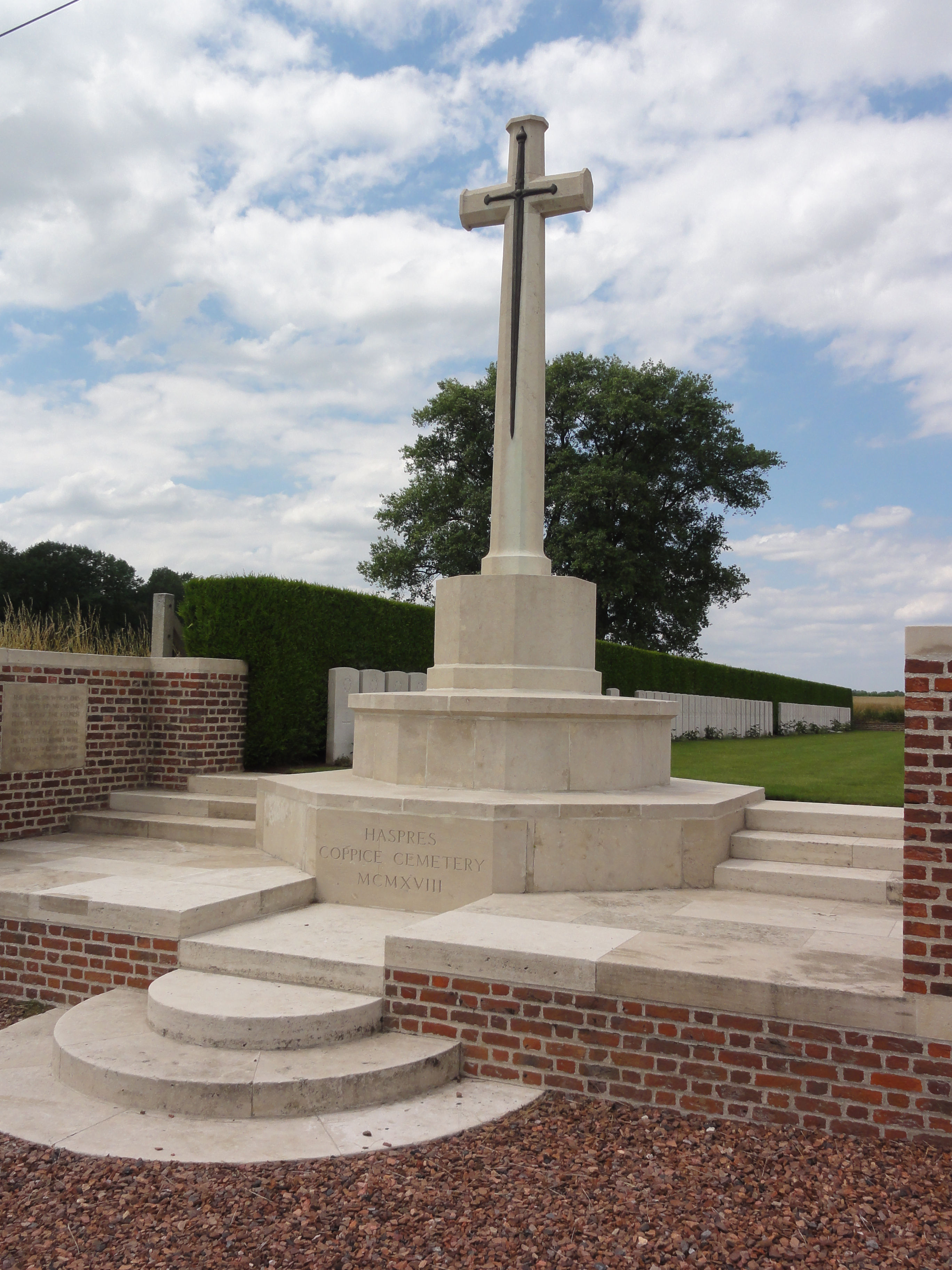
Haspres Coppice Cemetery, cimetière britannique de la Première Guerre mondiale.
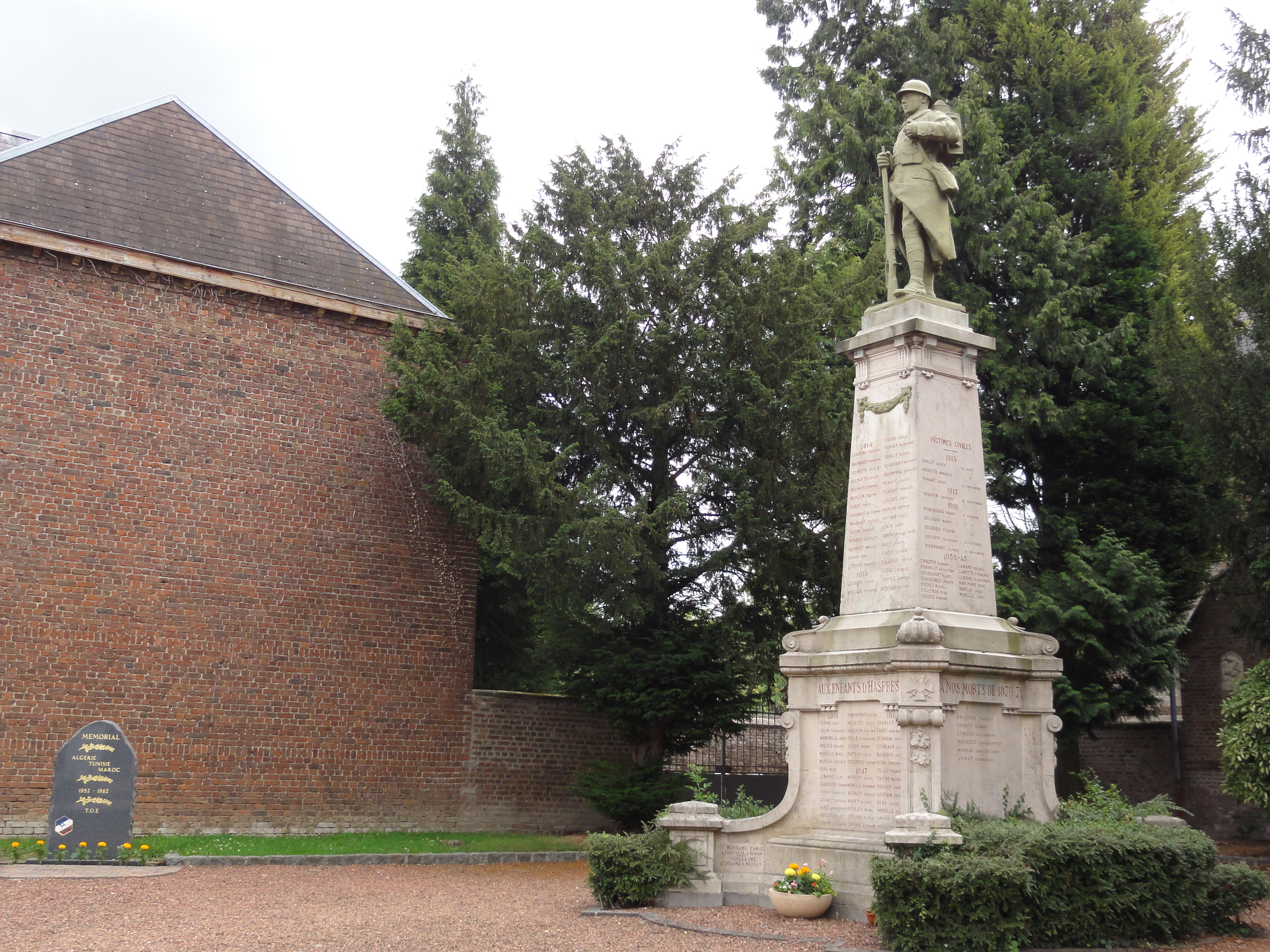
Les monuments aux morts auprès de la mairie
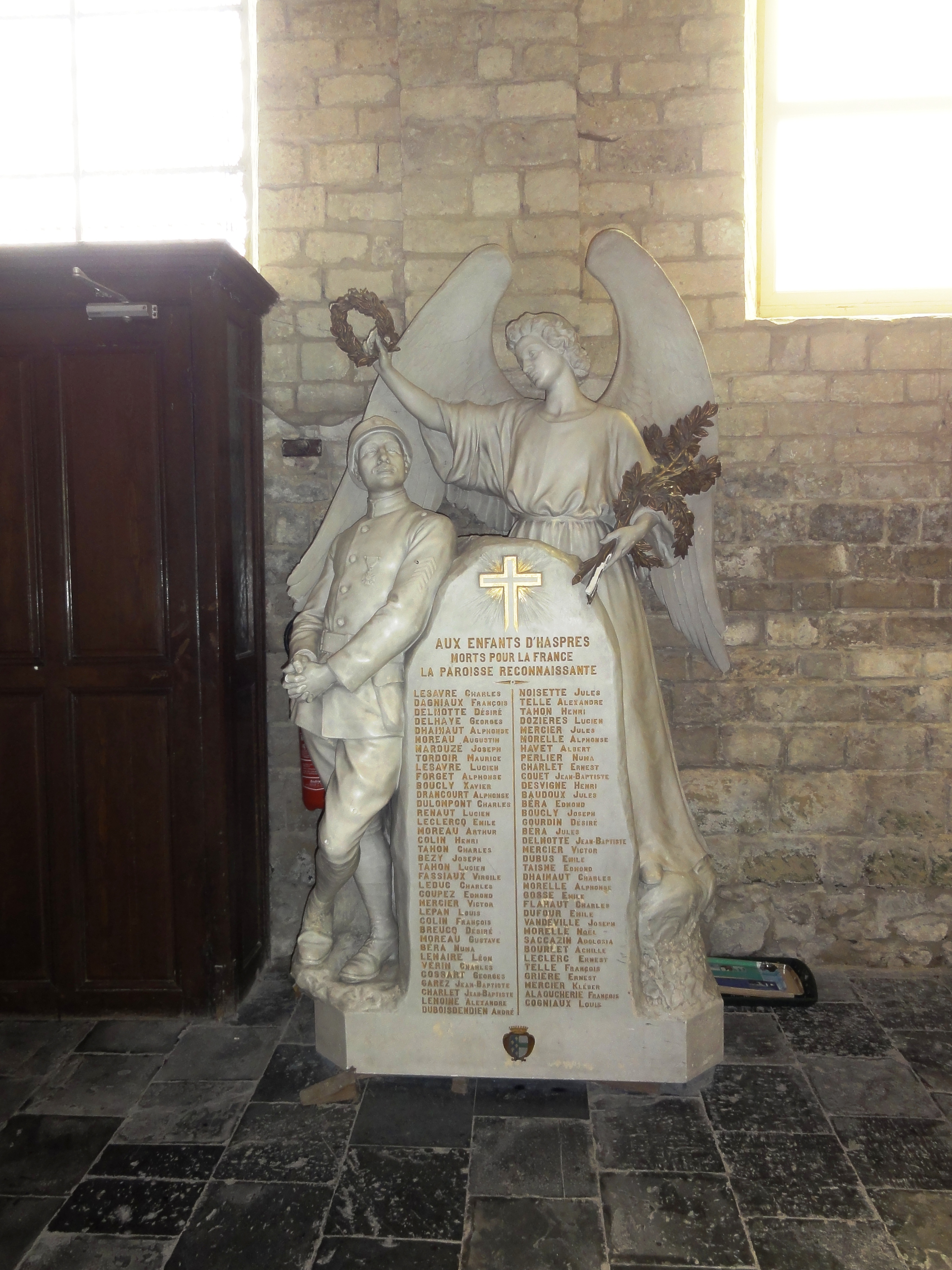
Le monument aux morts dans l'église

Haspres connaît ensuite la fermeture des filatures, puis des mines et des entreprises sidérurgiques et voit sa population stagner depuis les années 1980.

## Héraldique

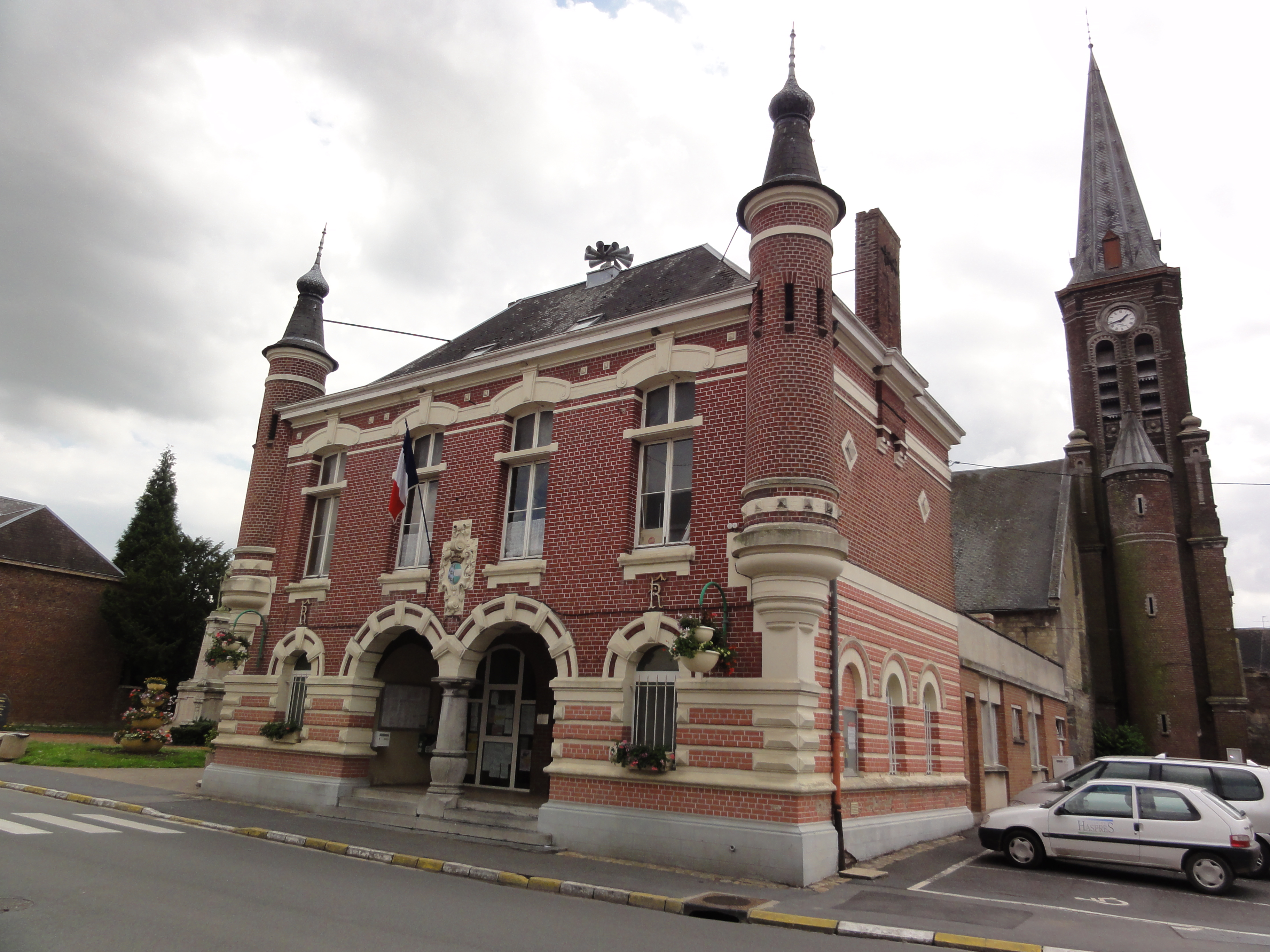
La mairie d'Haspres

|  | Les armes de Haspres se blasonnent ainsi :"Parti : au 1, d'azur semé de fleurs de lys d'or ; au 2, de sinople à la fasce d'argent." |

## Politique et administration

### Liste des maires successifs
Maire en 1802-1803 : Ch. Raoult.
Maire en 1807 : Lagrue.

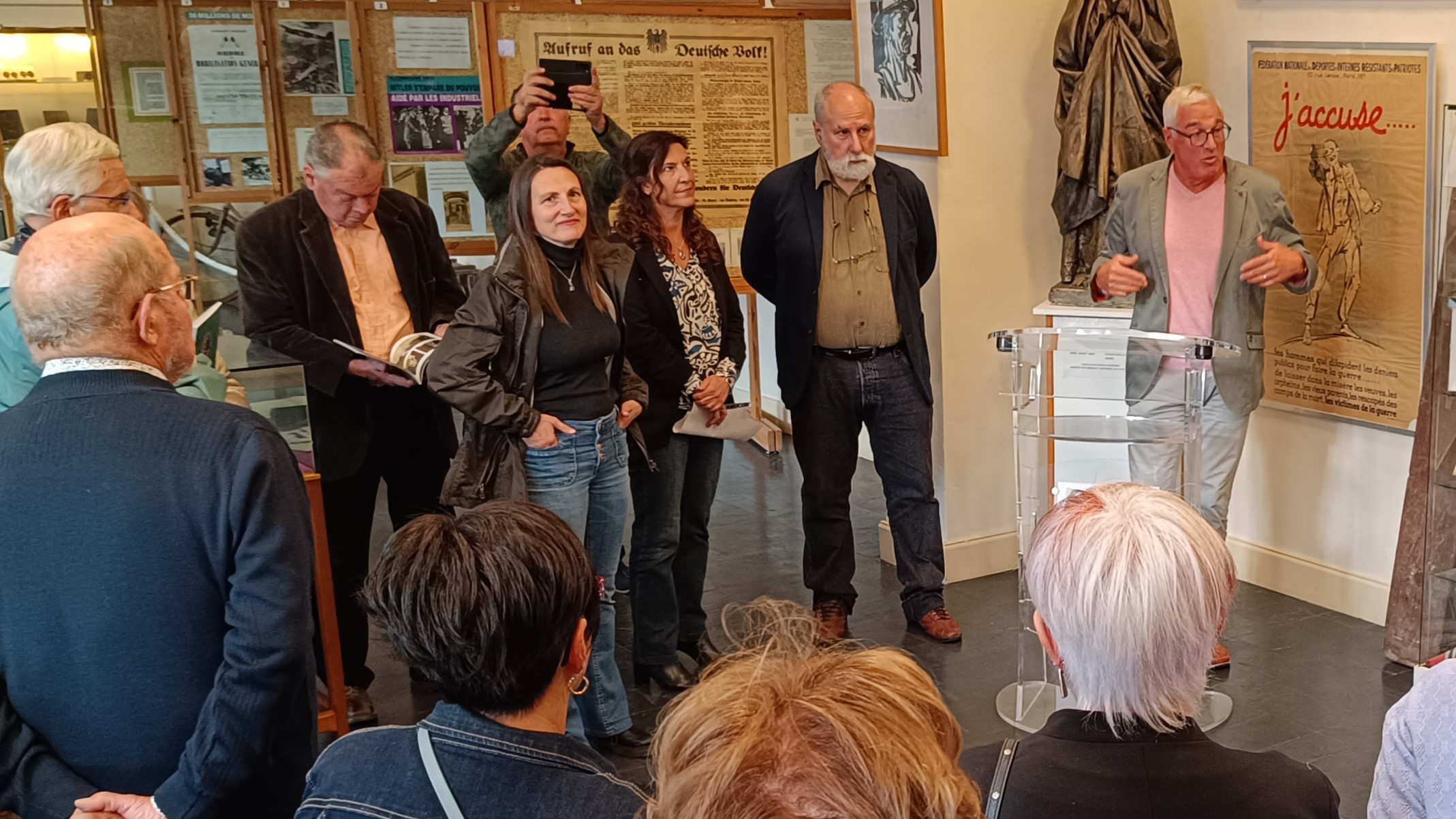
Jean-François Delattre, maire de Haspres, vice-président de la communauté d'agglomération de la Porte du Hainaut, lors du vernissage de l'Exposition Julien Rémy, le 13 septembre 2024, au Musée d'Archéologie et d'Histoire locale de Denain.

Ainsi est dressée la liste des maires de la commune :

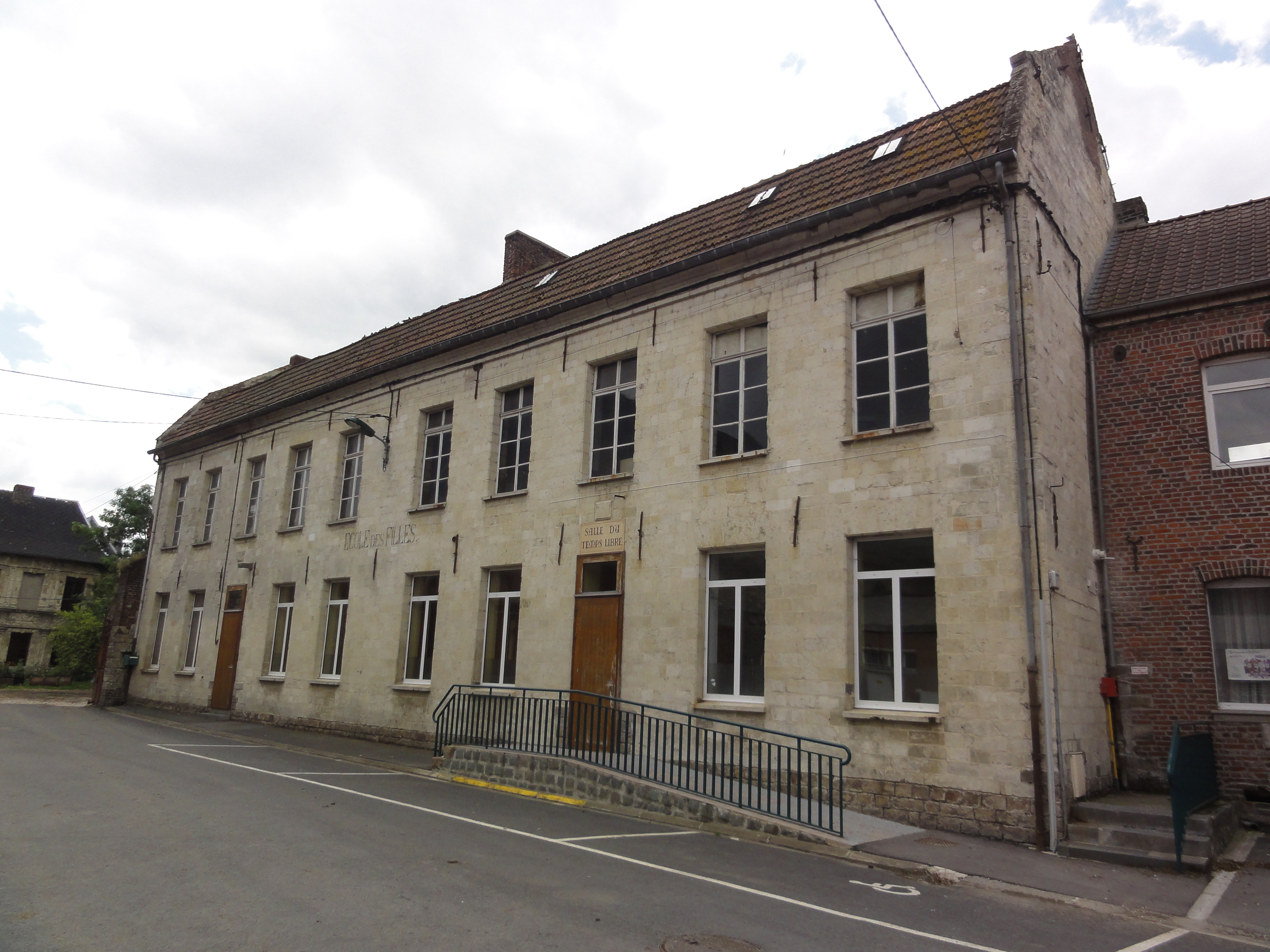
La salle du temps libre

| Identité                                            | Période     | Période   | Durée  | Étiquette                 |
| Identité                                            | Début       | Fin       | Durée  | Étiquette                 |
| --------------------------------------------------- | ----------- | --------- | ------ | ------------------------- |
| Jean-Baptiste Marouzé (d) (né le 20 janvier 1868)   | 1912        | 1945      | 33 ans |                           |
| Henri Forget (d) (14 septembre 1897 - 1976)         | 19 mai 1945 | 1976      | 31 ans |                           |
| Lucien Busin (d)                                    | 1976        | mars 1989 | 13 ans | Parti communiste français |
| André Dagniaux (d)                                  | mars 1989   | mars 2001 | 12 ans | divers droite             |
| Francis Stievenard (d)                              | mars 2001   | mars 2014 | 13 ans | Parti socialiste          |
| Jean-François Delattre (d) (né le 23 décembre 1956) | mars 2014   | En cours  | 11 ans | Parti socialiste          |

### Instances judiciaires et administratives
La commune relève du tribunal d'instance de Valenciennes, du tribunal de grande instance de Valenciennes, de la cour d'appel de Douai, du tribunal pour enfants de Valenciennes, du conseil de prud'hommes de Valenciennes, du tribunal de commerce de Valenciennes, du tribunal administratif de Lille et de la cour administrative d'appel de Douai.

## Population et société

### Démographie

#### Évolution démographique
L'évolution du nombre d'habitants est connue à travers les recensements de la population effectués dans la commune depuis 1800. Pour les communes de moins de 10 000 habitants, une enquête de recensement portant sur toute la population est réalisée tous les cinq ans, les populations de référence des années intermédiaires étant quant à elles estimées par interpolation ou extrapolation. Pour la commune, le premier recensement exhaustif entrant dans le cadre du nouveau dispositif a été réalisé en 2005.

En 2022, la commune comptait 2 632 habitants, en évolution de −4,53 % par rapport à 2016 (Nord : +0,51 %, France hors Mayotte : +2,11 %).
| 1800  | 1806  | 1821  | 1831  | 1836  | 1841  | 1846  | 1851  | 1856  |
| ----- | ----- | ----- | ----- | ----- | ----- | ----- | ----- | ----- |
| 1 944 | 2 066 | 2 416 | 2 726 | 2 701 | 2 846 | 3 031 | 3 059 | 3 216 |

| 1861  | 1866  | 1872  | 1876  | 1881  | 1886  | 1891  | 1896  | 1901  |
| ----- | ----- | ----- | ----- | ----- | ----- | ----- | ----- | ----- |
| 3 315 | 3 090 | 2 883 | 2 836 | 2 763 | 3 004 | 3 005 | 3 027 | 2 928 |

| 1906  | 1911  | 1921  | 1926  | 1931  | 1936  | 1946  | 1954  | 1962  |
| ----- | ----- | ----- | ----- | ----- | ----- | ----- | ----- | ----- |
| 2 843 | 2 941 | 2 586 | 2 711 | 2 768 | 2 888 | 2 854 | 2 843 | 2 962 |

| 1968  | 1975  | 1982  | 1990  | 1999  | 2005  | 2006  | 2010  | 2015  |
| ----- | ----- | ----- | ----- | ----- | ----- | ----- | ----- | ----- |
| 2 941 | 2 889 | 2 700 | 2 715 | 2 753 | 2 692 | 2 679 | 2 800 | 2 761 |

| 2020  | 2022  | - | - | - | - | - | - | - |
| ----- | ----- | - | - | - | - | - | - | - |
| 2 650 | 2 632 | - | - | - | - | - | - | - |

#### Pyramide des âges
La population de la commune est relativement jeune.
En 2018, le taux de personnes d'un âge inférieur à 30 ans s'élève à 34,2 %, soit en dessous de la moyenne départementale (39,5 %). À l'inverse, le taux de personnes d'âge supérieur à 60 ans est de 27,0 % la même année, alors qu'il est de 22,5 % au niveau départemental.
En 2018, la commune comptait 1 317 hommes pour 1 392 femmes, soit un taux de 51,38 % de femmes, légèrement inférieur au taux départemental (51,77 %).
Les pyramides des âges de la commune et du département s'établissent comme suit.
| Hommes | Classe d’âge | Femmes |
| ------ | ------------ | ------ |
| 0,7    | 90 ou +      | 1,8    |
| 4,6    | 75-89 ans    | 7,7    |
| 19,1   | 60-74 ans    | 19,9   |
| 19,4   | 45-59 ans    | 18,0   |
| 20,4   | 30-44 ans    | 20,0   |
| 14,4   | 15-29 ans    | 13,0   |
| 21,4   | 0-14 ans     | 19,6   |

| Hommes | Classe d’âge | Femmes |
| ------ | ------------ | ------ |
| 0,5    | 90 ou +      | 1,4    |
| 5,3    | 75-89 ans    | 8,1    |
| 14,8   | 60-74 ans    | 16,2   |
| 19,1   | 45-59 ans    | 18,4   |
| 19,5   | 30-44 ans    | 18,7   |
| 20,7   | 15-29 ans    | 19,1   |
| 20,2   | 0-14 ans     | 18     |

## Associations
- Les canoniers, descendants des défenseurs du village, qui participent encore aux parades avec leur canon « Gare si j'y vas » (aussi appelé « Buque fort »).
- La fanfare, qui date de 1874, et a enregistré plusieurs disques.

## Lieux et monuments
- Les remparts, construits sous les Espagnols
- La Mairie du XIXe siècle
- L'Église Saints-Hugues-et-Achaire du XIXe siècle et son clocher de 1904. Les reliques des deux saints sont le but d'un vieux pèlerinage.

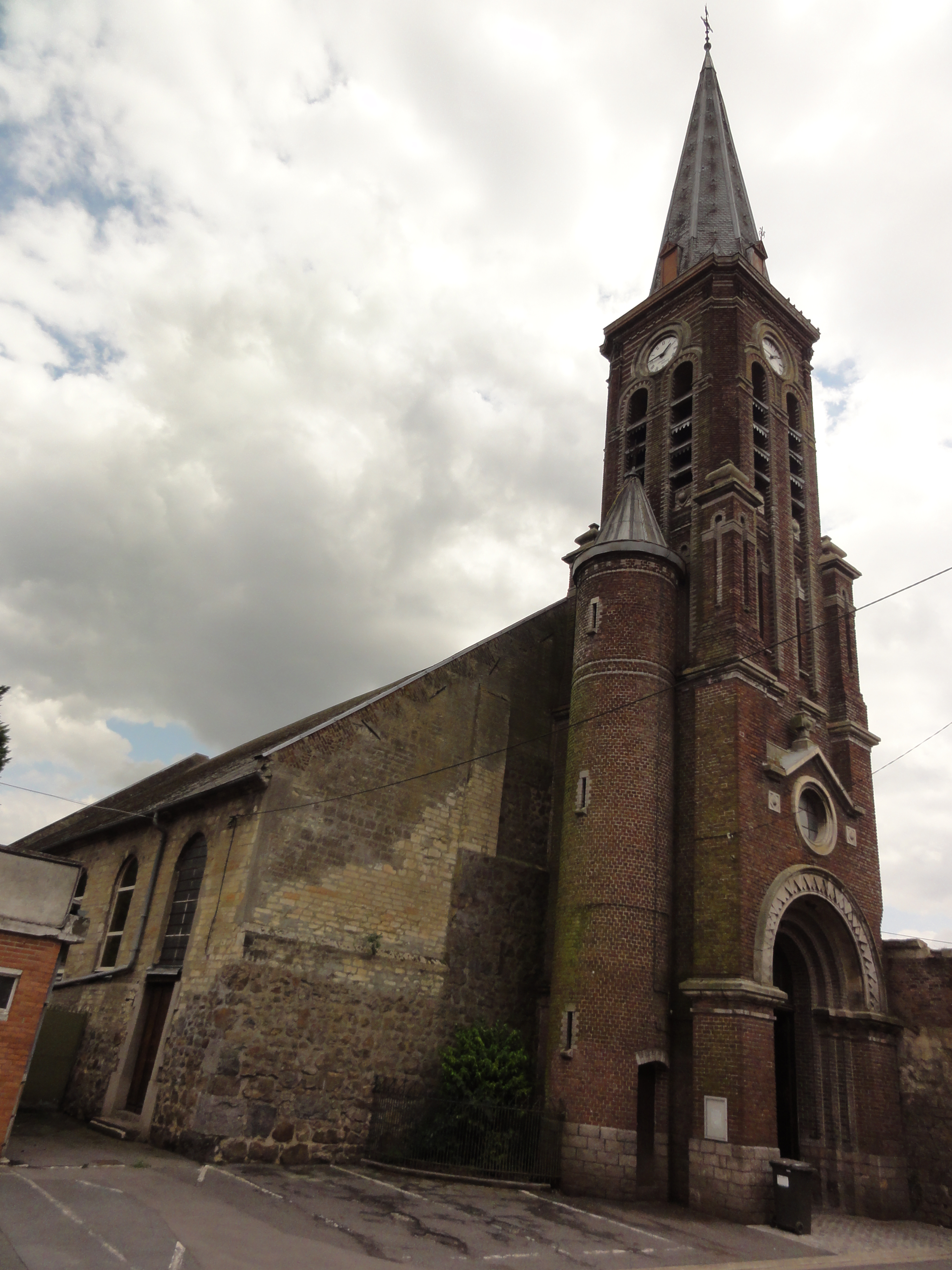
L'église
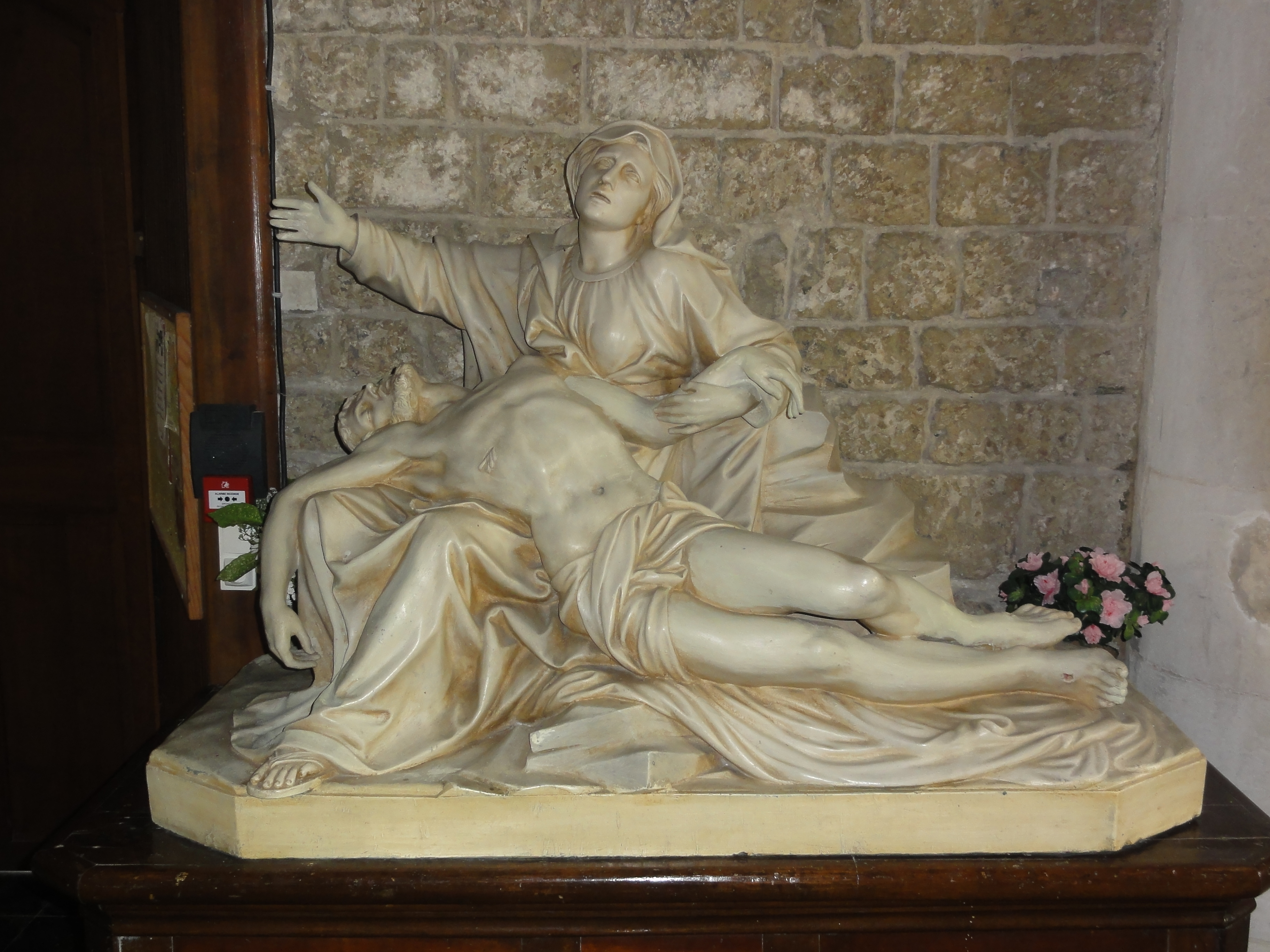
La pietà
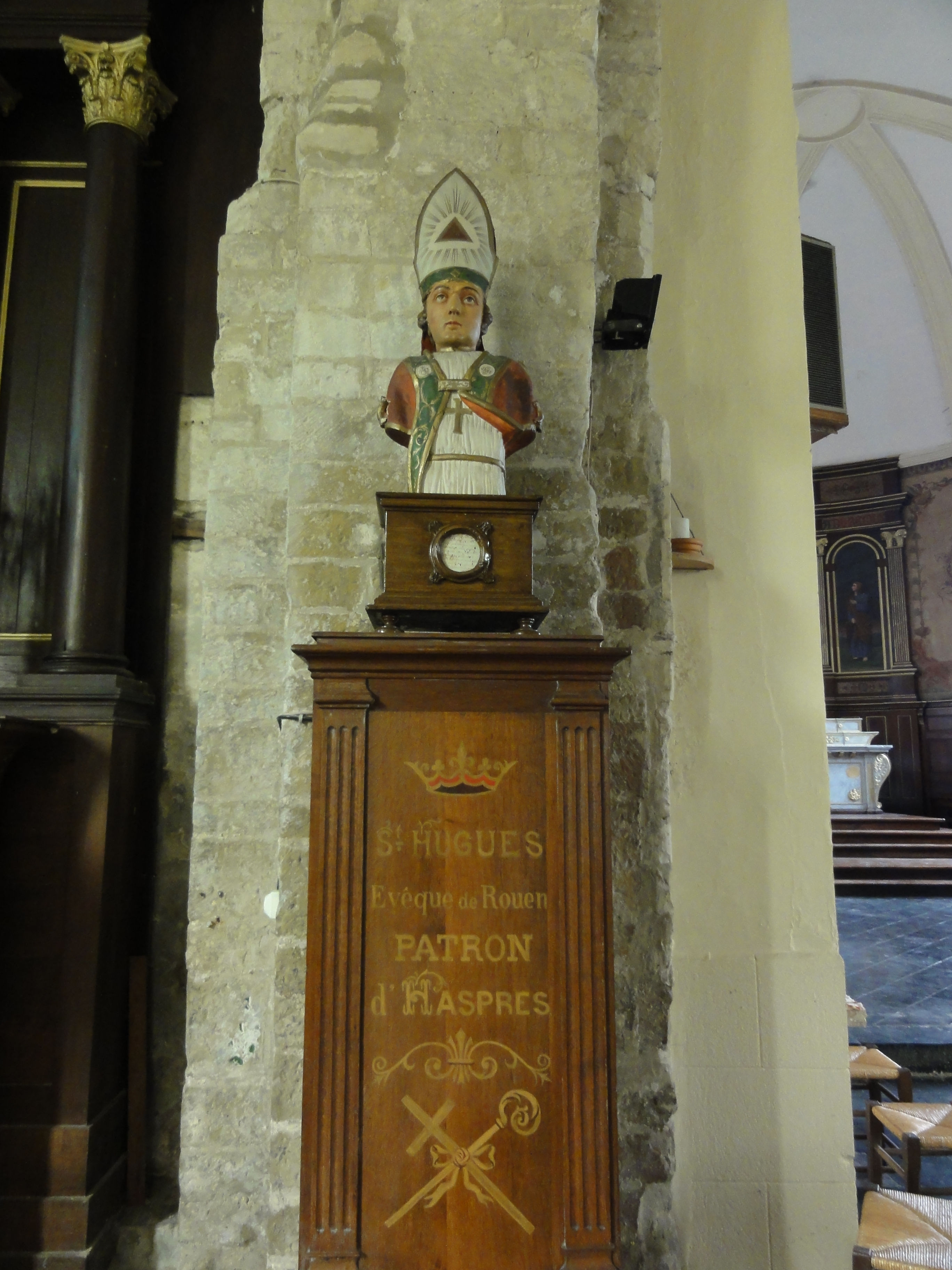
Buste de saint Hugues
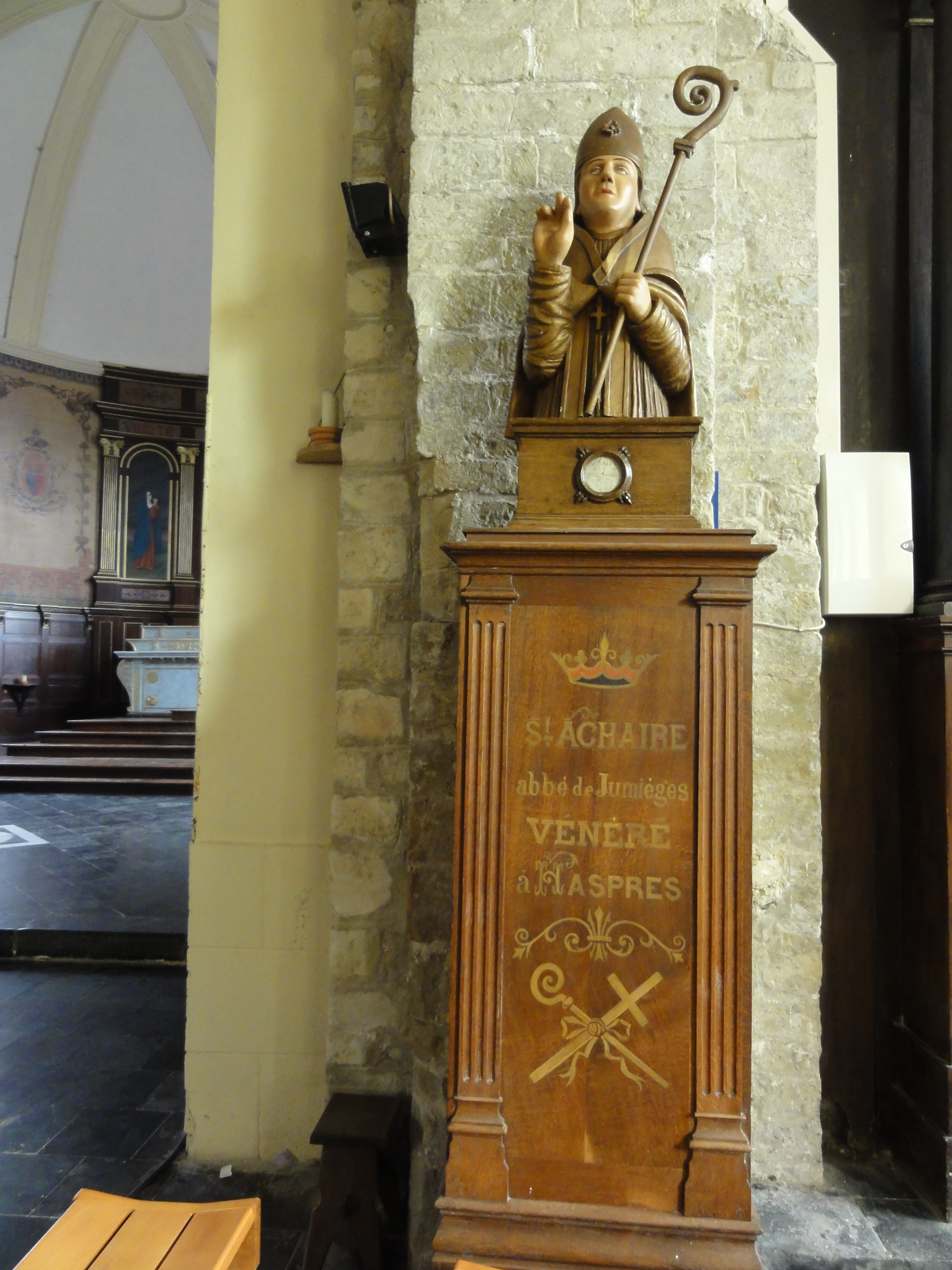
Buste de saint Achaire
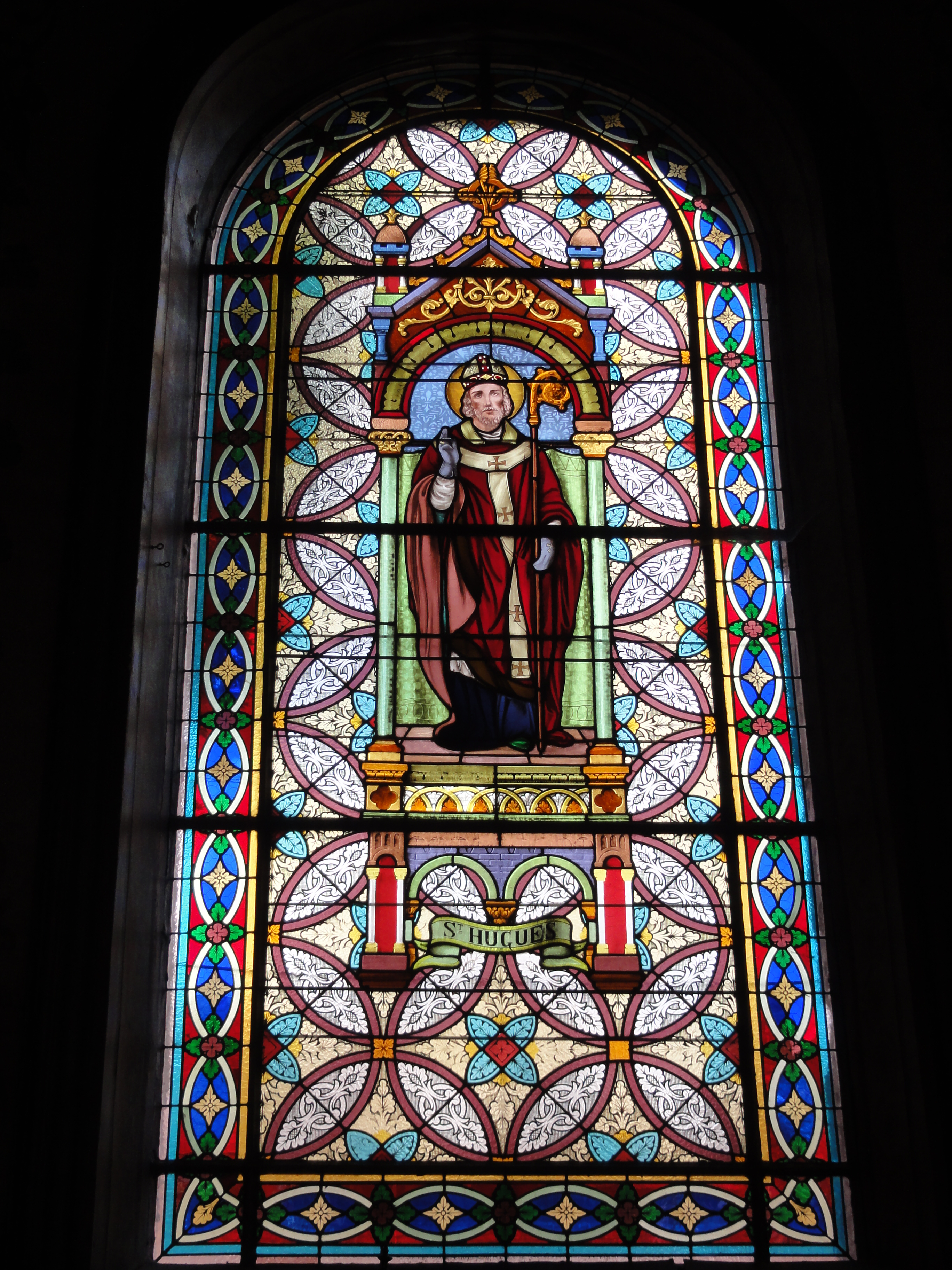
Vitrail de saint Hugues
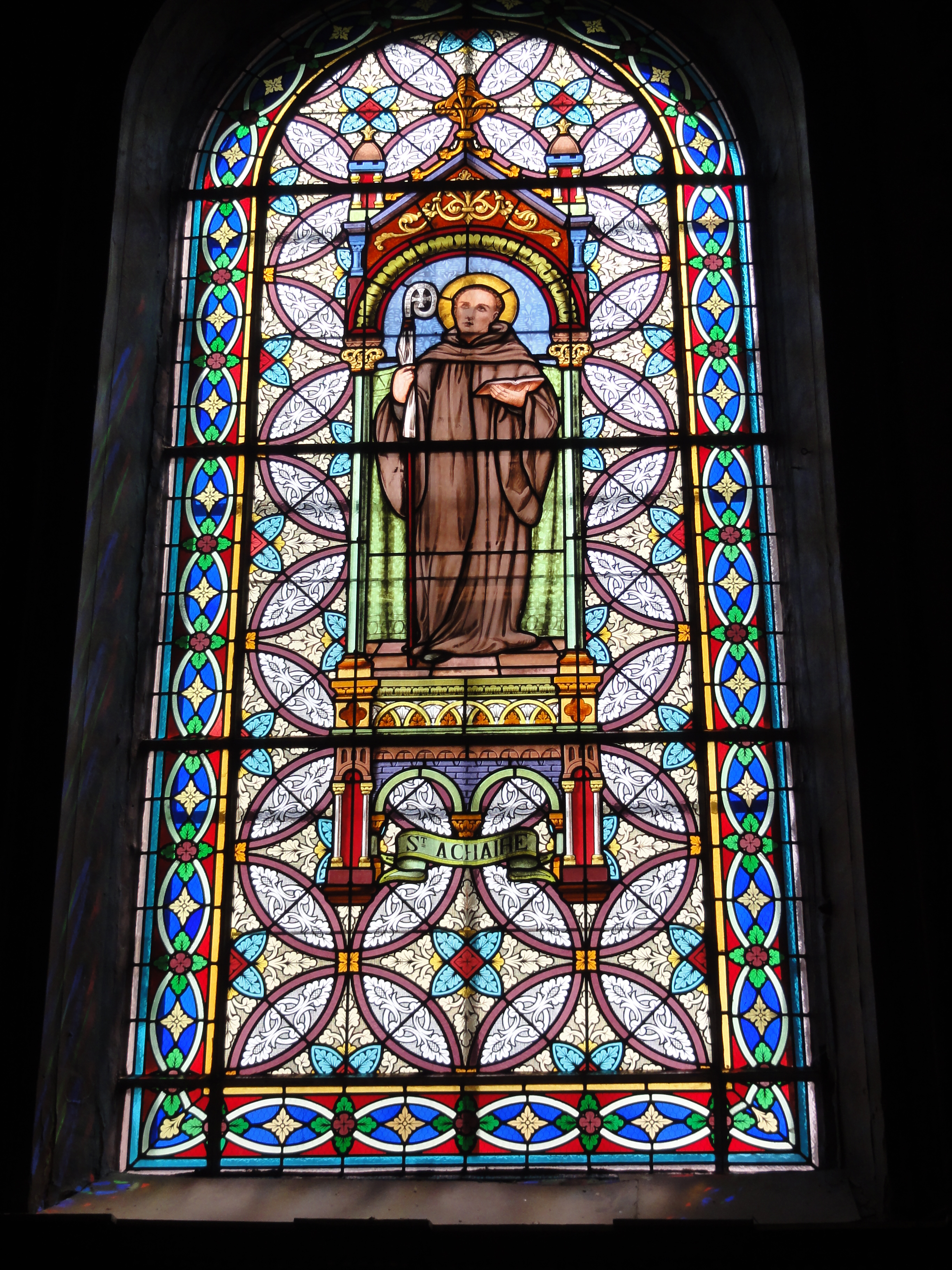
Vitrail de saint Achaire

- Le Prieuré d'Haspres (la Prévôté), dont il ne reste que quelques bâtiments du XVIIe siècle
- L'ancienne abbaye de femmes des Prés-Porchains de 1233, dite Le vieux couvent, maintenant La cense de maugré.
- L'ancien moulin sur la Selle
- Un pigeonnier de la fin du XVIIIe siècle
- La Maison de la typographie d'Haspres
- Deux cimetières de la Commonwealth War Graves Commission, le "Haspres Coppice Cemetery" avec 64 tombes[34] et le York Cemetery avec `123 tombes[35]
- Plusieurs monuments aux morts: un grand monument et un petit monument communal, le monument dans l'église. Le monument aux morts de la guerre 1914-1918, œuvre du sculpteur Émile Guillaume, fut inauguré le dimanche 10 juin 1923[36],[37].
- Un calvaire et cinq chapelles-oratoires disposées aux différentes sorties du villages.

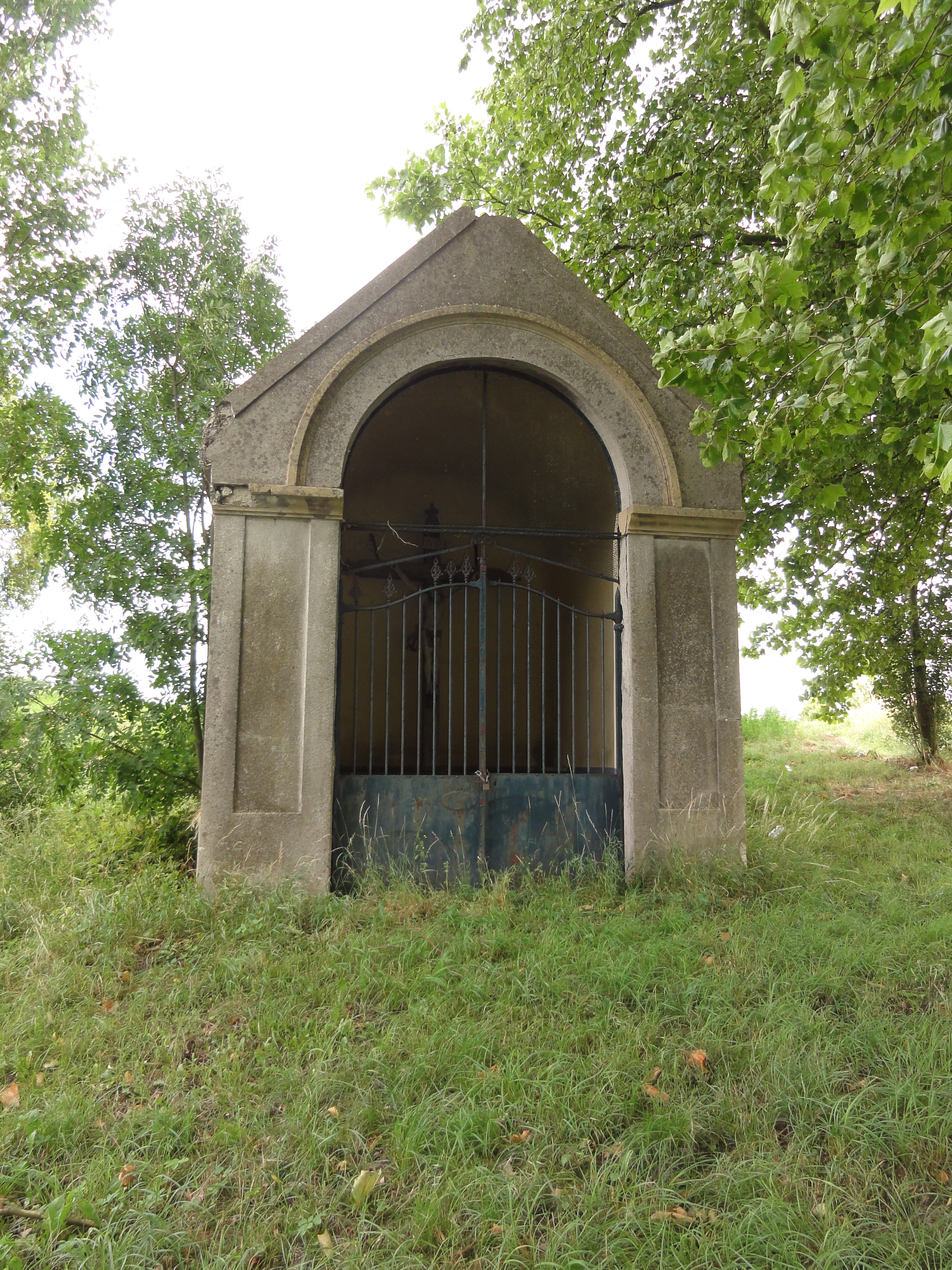
Le calvaire
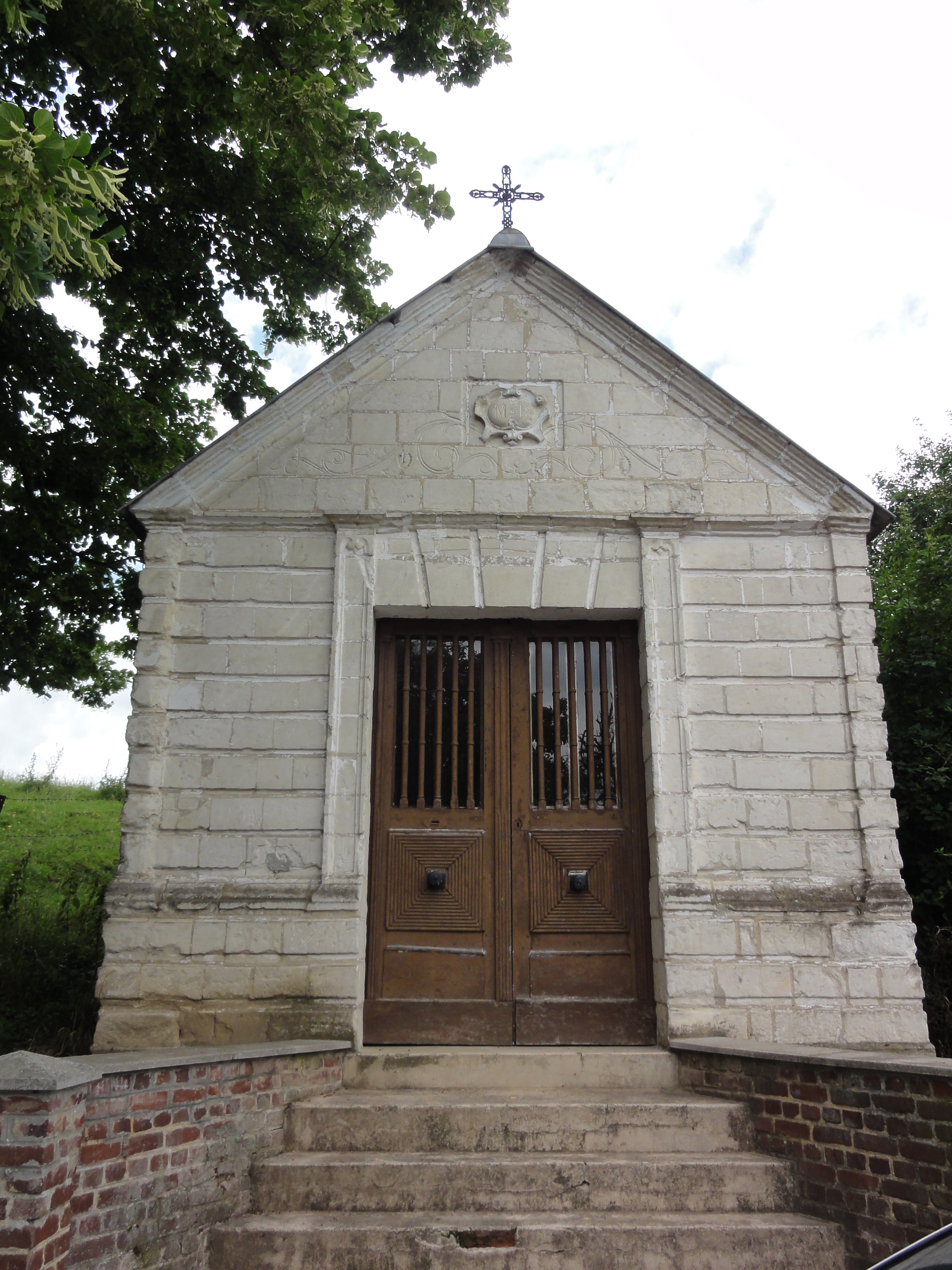
Chapelle Notre Dame de la Délivrance, chemin de Cambrai.
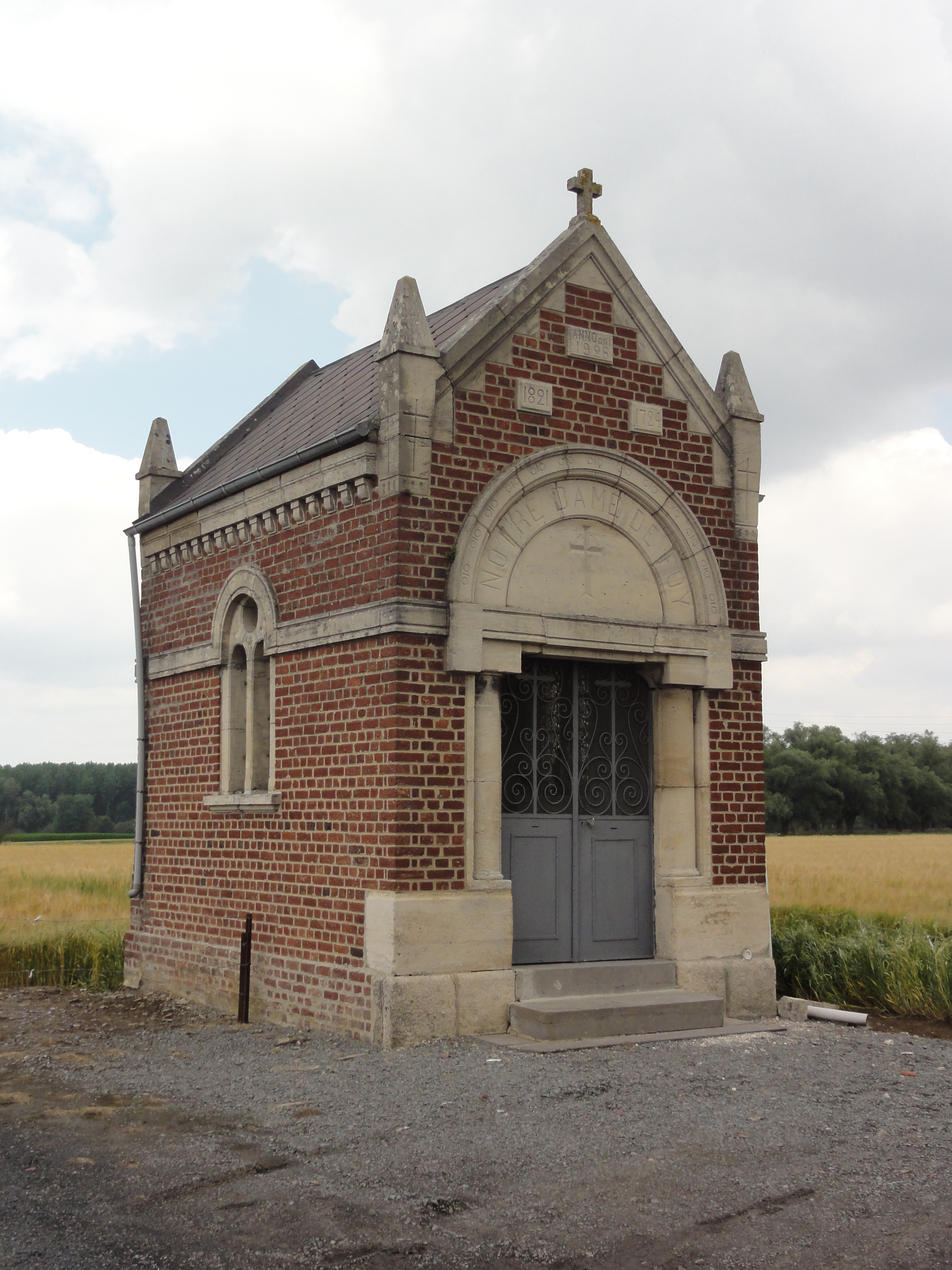
Chapelle Notre Dame de Foy, route de Valenciennes
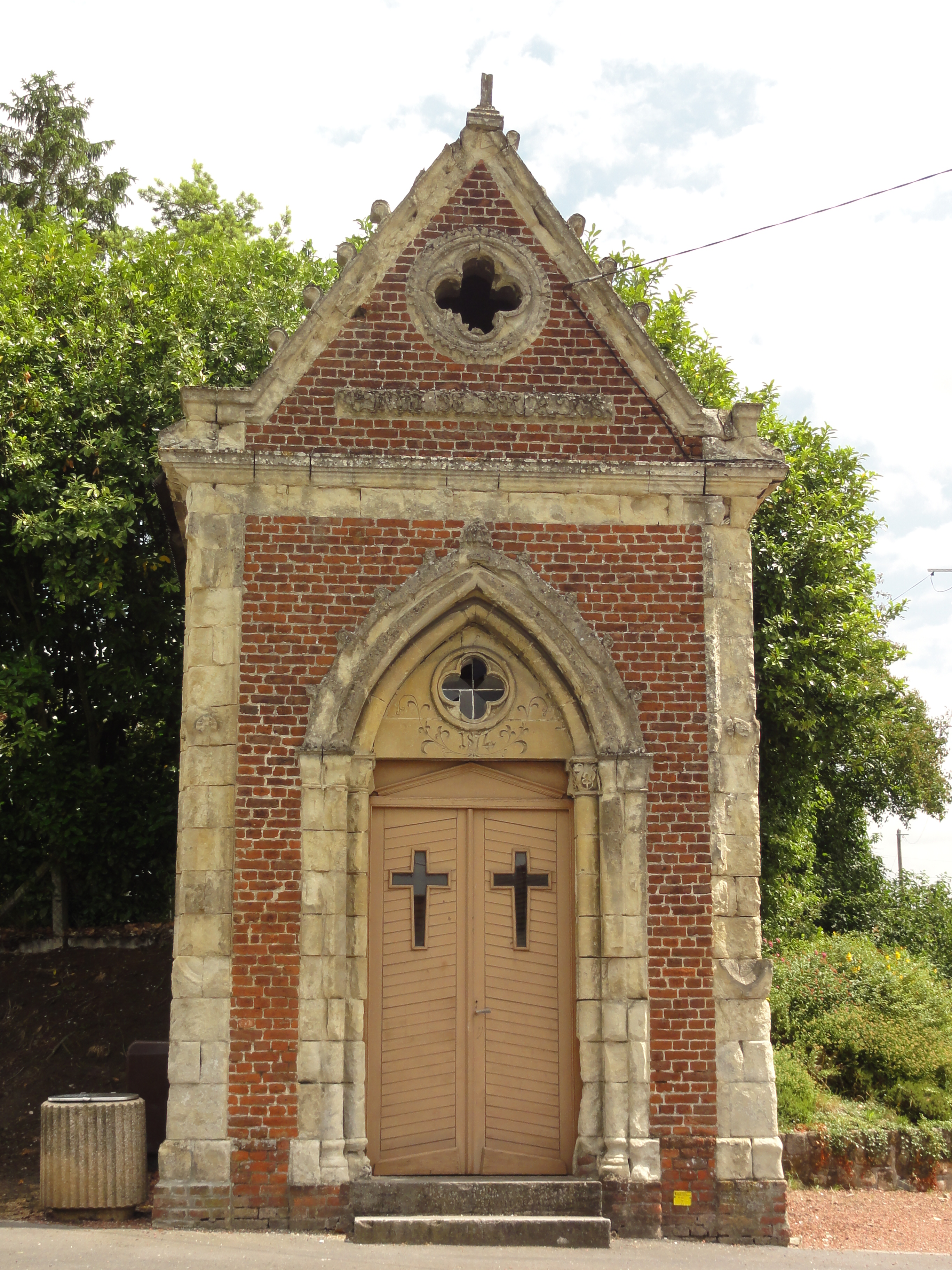
Chapelle notre Dame de Lourdes, 1874, rue Jules Boucly

## Pour approfondir